# Carmen Castillo Echeverría
Carmen Castillo Echeverría (francès: Carmen Castillo)  (Santiago de Xile, 21 de maig de 1945) és una cineasta documentalista i historiadora xilena.
Filla de l'escriptora Mónica Echeverría Yáñez i l'arquitecte Fernando Castillo Velasco, va ser professora a la Pontifícia Universitat Catòlica de Xile. El 1970 i 1971 va treballar al Palau de la Moneda, la seu del Govern xilè, al costat de Beatriz Allende, assessora del president Salvador Allende. Militant del Moviment d’Esquerra Revolucionària (MIR) va ser expulsada del país i va iniciar el seu exili a París. El 1988, després de la derrota de Pinochet al plebiscit, va començar a tornar periòdicament a Xile.
Entre les seves obres es troba el documental La flaca Alejandra (1994) centrada en la figura de la militant mirista Marcia Alejandra Merino i Calle Santa Fe (2007), sobre el col·lectiu dels seus ex-companys del MIR.

## Filmografia
- 1983: Los muros de Santiago[1]
- 1984: Estado de guerra: Nicaragua
- 1994: La flaca Alejandra[3]
- 1994-1999: Tierras extranjeras, serie de largometrajes de ficción para la cadena Arte
- 1995: La verdadera historia del Subcomandante Marcos
- 1996: Inca de Oro
- 1999: El bolero, una educación amorosa
- 2000: Viaje con la cumbia por Colombia
- 2000: María Félix, la inalcanzable
- 2001: El Camino del Inca
- 2002: El astrónomo y el indio
- 2003: José Saramago, el tiempo de una memoria
- 2003: Mísia, la voz del fado
- 2004: El país de mi padre[1]
- 2007: Calle Santa Fe[4]
- 2010: El tesoro de América - El oro de Pascua Lama[5]
- 2013: L’Espagne de Juan Goytisolo, Manuel Rivas et Bernardo Atxaga (54’), serie L’Europe des écrivains
- 2015: On est vivants